# Iktin
Iktin (Iktinos, Ictinus) je bio starogrčki arhitekta koji je delovao sredinom 5. veka p. n. e. Drevni izvori navode kako su Iktin i Kalikrat, po Periklovoj narudžbi, zajedno projektirali Partenon.
Pausanija takođe navodi Iktina kao arhitektu Apolonovog hrama u Basi. Drugi izvori navode kako je Iktin sagradio Telesterion u Elefsini, halu korišćenu za Eleusinske misterije.
Slikar Žan Ogist Dominik Engr je napravio delo pod nazivom Pindar i Iktin koje zajedno prikazuje Iktina i pjesnija Pindara. Danas se čuva u Nacionalnoj galeriji u Londonu.